# Holcopasites rozeni
Holcopasites rozeni är en biart som beskrevs av Hurd och Linsley 1972. Holcopasites rozeni ingår i släktet Holcopasites och familjen långtungebin. Inga underarter finns listade i Catalogue of Life.